# World Rugby Women’s Sevens Player of the Year
World Rugby Women's Sevens Player of the Year – nagroda przyznawana przez World Rugby, organizację zarządzającą rugby union, najlepszej według panelu ekspertów zawodniczce w siedmioosobowej odmianie tego sportu. Po raz pierwszy została przyznana w roku 2013, wcześniej istniały wyróżnienia o nazwach IRB Women's Player of the Year oraz IRB Women's Personality of the Year.
- 2013: Kayla McAlister  Nowa Zelandia[1] (nominacje: Kelly Brazier, Jennifer Kish, Emily Scarratt, Kelly van Harskamp)[2]
- 2014: Emilee Cherry  Australia[3] (nominacje: Charlotte Caslick, Sarah Goss, Kayla McAlister)[4]
- 2015: Portia Woodman  Nowa Zelandia[5](nominacje: Charlotte Caslick, Sarah Goss, Nadezhda Kudinova)[6]
- 2016: Charlotte Caslick  Australia[7] (nominacje: Emily Scarratt, Portia Woodman)[8]
- 2017: Michaela Blyde  Nowa Zelandia[9] (nominacje: Ghislaine Landry, Ruby Tui)[10]
- 2018: Michaela Blyde  Nowa Zelandia[11] (nominacje: Sarah Goss, Portia Woodman)[12]
- 2019: Ruby Tui  Nowa Zelandia[13] (nominacje: Sarah Hirini, Tyla Nathan-Wong)[14]
- 2021: Anne-Cécile Ciofani  Francja[15] (nominacje: Sarah Hirini, Alowesi Nakoci, Reapi Ulunisau)[16]
- 2022: Charlotte Caslick  Australia[17] (nominacje: Maddison Levi, Amee-Leigh Murphy Crowe, Faith Nathan)[18]
- 2023: Tyla Nathan-Wong  Nowa Zelandia[19] (nominacje: Michaela Blyde, Maddison Levi, Reapi Ulunisau)[20]
- 2024: Maddison Levi  Australia[21] (nominacje: Michaela Blyde, Jorja Miller)[22]
- 2025: Jorja Miller  Nowa Zelandia[23] (nominacje: Maddison Levi, Thalia Costa)[24]